# 箕面有料道路
箕面有料道路（みのおゆうりょうどうろ）は、大阪府箕面市内の、延長7.2 kmの国道423号のバイパスである。公式愛称は「箕面グリーンロード」。2007年5月30日開通。

## 概要

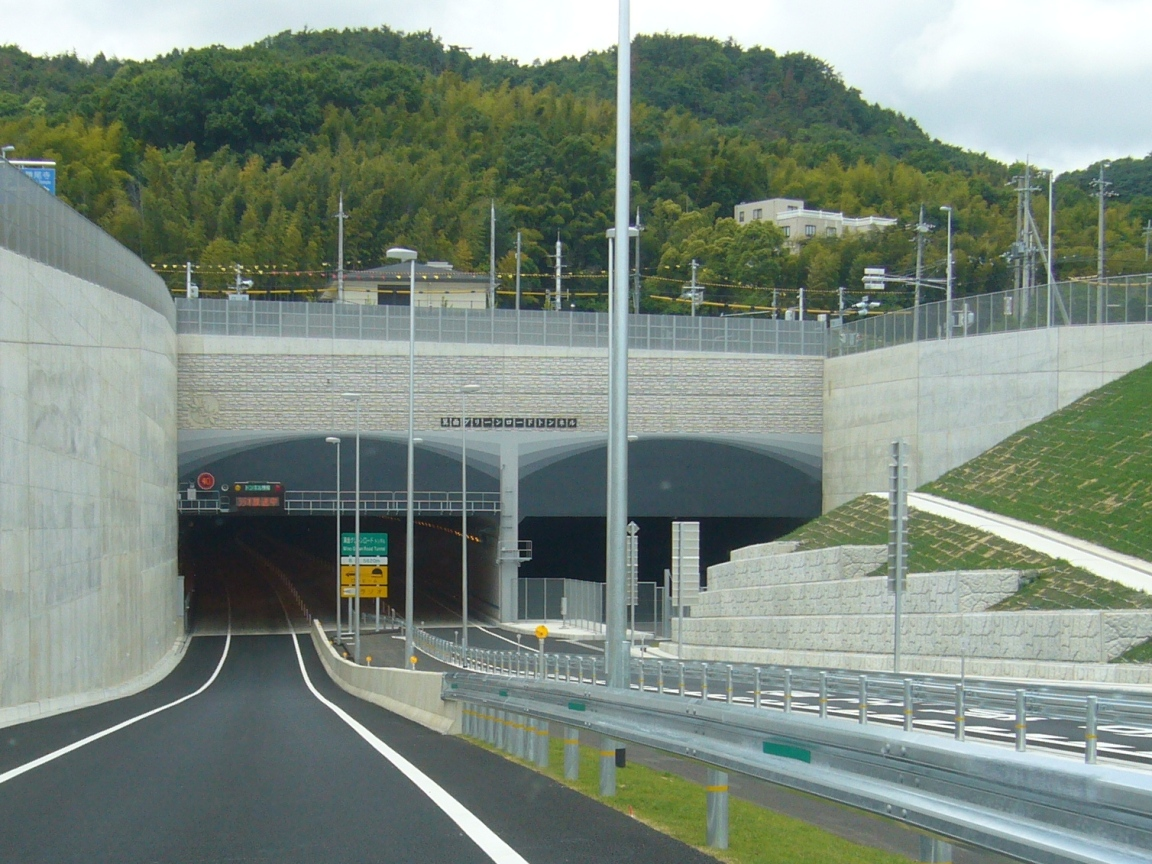
箕面グリーンロードトンネルの南口

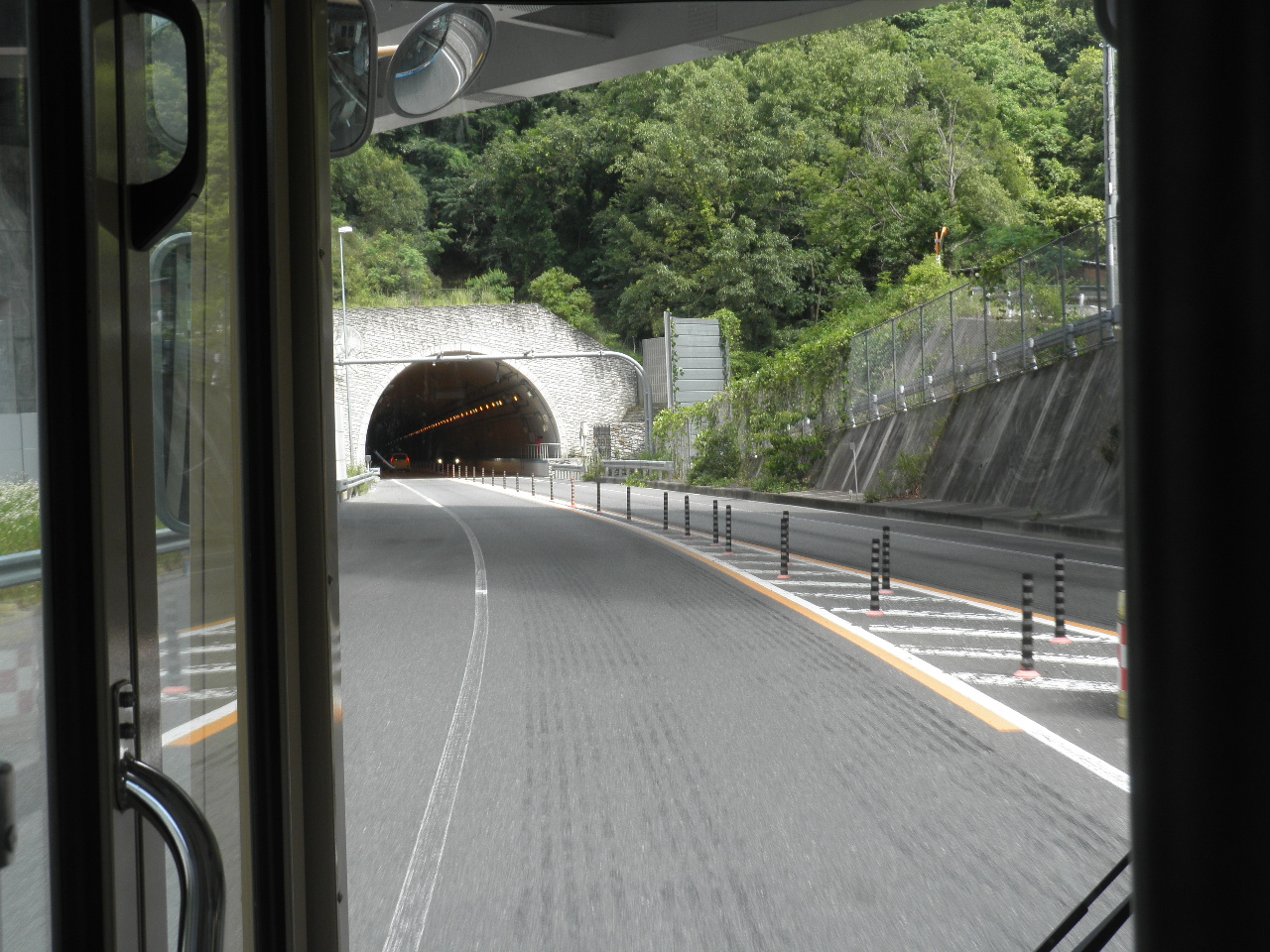
箕面グリーンロードトンネルの北口（阪急バス車内より撮影）

大阪府道路公社により建設された地域高規格道路。新御堂筋を北上し、新御堂筋終点の箕面市白島で当路線に接続する。終点の下止々呂美では国道423号に接続するほか、新名神高速道路と箕面とどろみインターチェンジにて接続する。
道路の大部分は箕面トンネル（公式愛称・滝ノ道ゆずるトンネル）で、白島、大阪市内方面地上部分は平面交差（交差点）が3か所ある。箕面トンネルは自動車専用道路で、トンネルを通行する場合に有料となる。料金所は上下線とも下止々呂美側に設置されている。
完成4車線（片側2車線）の計画だが、トンネル部分は暫定2車線で開通、供用されている。白島側の地上部およびトンネル出口は4車線で建設されているが、トンネル内は片側のトンネルのみでの対面通行となっている。

### 路線データ
- 起点 : 大阪府箕面市白島
- 終点 : 大阪府箕面市下止々呂美
- 全長 : 7.2 km（開通時は6.8 km）
- 規格 : 第1種第3級
- 車線数 : 4車線（現在は暫定2車線）
- 設計速度 : 80 km/h（制限速度60 km/h）
- 通行料金 : 二輪車・軽自動車520円（360円）・普通車630円（420円）・中型車730円・大型車1050円・特大車1730円[2]（括弧内は後述の社会実験による通行料金。ETC利用可）
- 通行規制等 : 125 cc以下の自動二輪車、原付自転車は通行禁止。また、箕面トンネルの総延長が5,000 mを超えるため、危険物積載車は通行不可。
- 箕面グリーンロードトンネル南口 北緯34度50分13.90秒 東経135度29分18.21秒 / 北緯34.8371944度 東経135.4883917度

## 歴史
当初は2003年度（平成15年度）内での完成予定だったが、2007年（平成19年）の完成となった。

### 年表
- 1995年（平成7年）7月 - 都市計画決定[1]
- 1996年（平成8年）12月 - 地域高規格道路整備区間に指定[1]
- 1998年（平成10年）10月 - 着工[1]
- 2003年（平成15年）6月 - 箕面トンネル本坑貫通[1]
- 2007年（平成19年）5月30日 - 箕面トンネル供用開始[1]
- 2017年（平成29年）12月10日 -箕面とどろみIC開通により、新名神高速道路と接続[3]。

## 路線状況

### 建設の目的と批判
大阪府道路公社は、本道路の建設によって下止々呂美から新御堂筋までが従来の25分から8分に短縮されるほか、バイパス効果により周辺道路の混雑緩和が期待されている。しかし、大阪府道路公社が設定した4,910台の計画交通量に対し、実際の1日平均の通行量は2009年4月で約3,640台、同5月で3,832台であり、建設費の償還が危ぶまれると報道された。
また、2006年（平成18年）12月14日に毎日放送「VOICE」が、建設中にトンネル内から出水があり、日本の滝百選にも選ばれた箕面滝上流部の地上河川の流量が同時期に減少したため「箕面滝が人工の滝になった」と報道。後年になって、番組が中立性を欠いており、客観的根拠のない誤報であったことが判明している。

### 社会実験の実施
交通量の低迷により、対策として2009年（平成21年）7月20日より二輪車・軽自動車および普通車に対する料金割引を社会実験として導入している。当初は同年内とされたが順次延長されてきており、2017年（平成29年）4月3日に2018年（平成30年）3月31日まで1年間延長する旨の発表が為され、2022年度現在も継続している。箕面有料道路社会実験協議会が2013年（平成25年）に実施した交通量調査や利用者アンケートによると、箕面森町の世帯数増加とともに全体の交通量は年々増加しており、うち料金割引を実施している車種の交通量は実施前と比較して70 %増加し、全体でも計画交通量には達しているが料金割引の影響で計画収入には達していない。一方で、社会実験終了による利用回数減少の回答が70 %と高いため、料金割引の継続による交通量増加により計画収入の実現が可能か今後も検証するとしている。

## 地理

### 通過する自治体
- 大阪府
  - 箕面市（全区間市内）

### 交差する道路
- 国道423号新御堂筋 : 白島2丁目交差点附近
- 国道423号 : 箕面バイパス北口交差点

### 路線バス

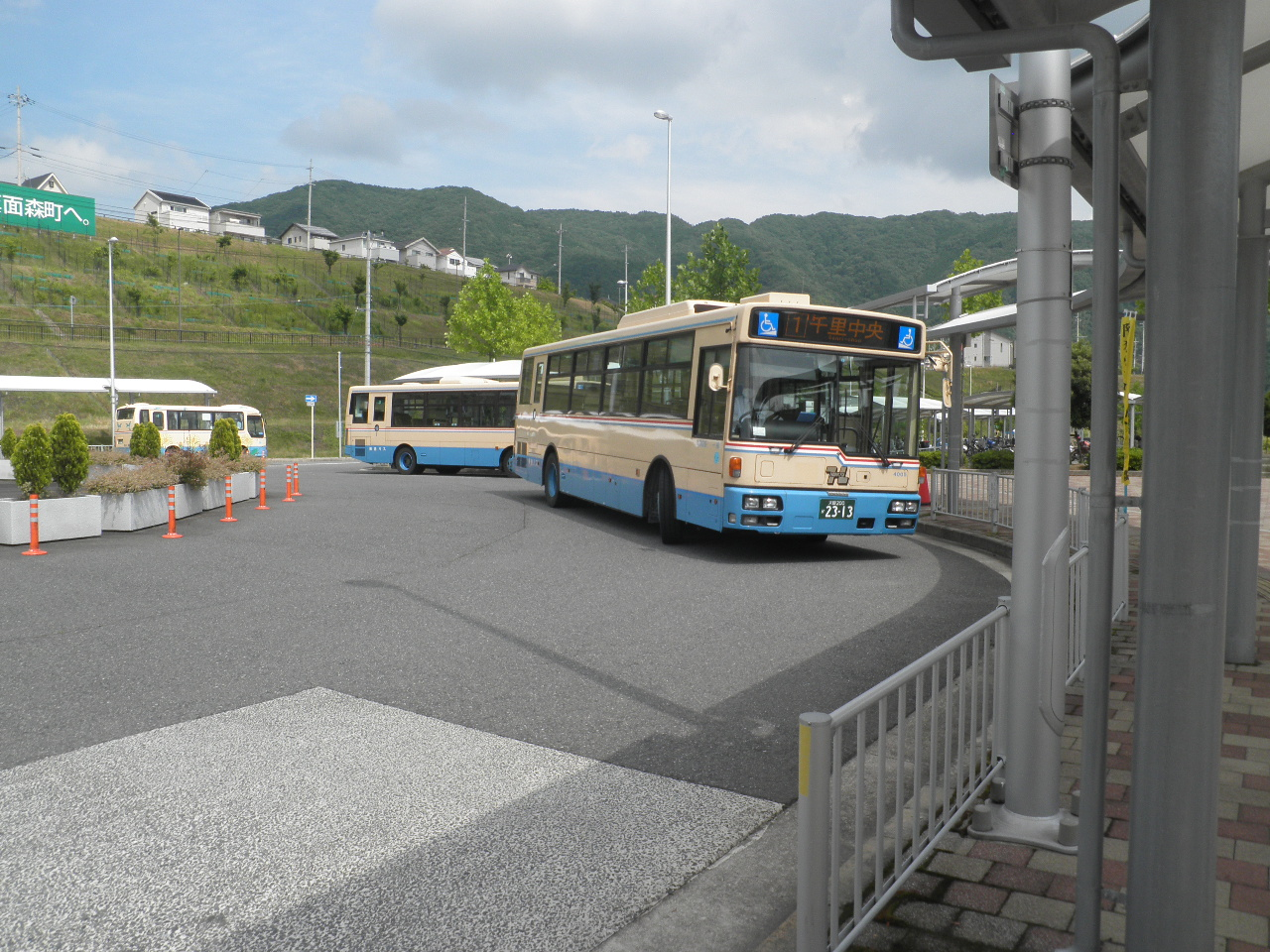
箕面森町と千里中央を結ぶ阪急バス

水と緑の健康都市（箕面森町）の開発に伴う大阪府の要請により、箕面森町と千里中央駅（運行開始当時。現在は箕面萱野駅）の間で路線バスを阪急バスが2007年（平成19年）10月1日より運行し、両区間を約25分で結んでいる。また、箕面バイパス北口交差点から国道423号を北上した豊能町に所在する北大阪ネオポリスからも千里中央駅まで路線バスが運行されていたが本道路を経由しなかったものの2016年（平成28年）6月よりラッシュ時間帯のみ通行するようになった。豊能町が運行する東西バスと箕面森町線の乗り継ぎによる本道路を経由した移動も可能で料金面も僅かながら有利であるため、豊能町の交通計画で強化する案も出されている。
2018年（平成30年）4月1日から神姫バスが新大阪駅北口からこの道路を経由し三田市へ向かう路線を開設した。